# Jean-Maurice Claverie
Pour les articles homonymes, voir Claverie.
 (juin 2013).
Si vous disposez d'ouvrages ou d'articles de référence ou si vous connaissez des sites web de qualité traitant du thème abordé ici, merci de compléter l'article en donnant les références utiles à sa vérifiabilité et en les liant à la section « Notes et références ».
Jean-Maurice Claverie, né à Pontonx-sur-l'Adour (Landes) le 25 octobre 1913 et mort le 24 mars 2010 à Aix-en-Provence (Bouches-du-Rhône) est un résistant français.

## Biographie
Dans la résistance, il fut officier responsable aux cadres inter-régions. Son pseudonyme est Paulus. 
Il est l'auteur d'un ouvrage sur l'histoire de la Résistance dans le pays d'Aix ainsi que d'un ouvrage sur la Provence et sa langue.
Il meurt le 23 mars 2010 à Aix-en-Provence dans sa 97e année. Ses obsèques ont eu lieu au crématorium de Luynes en présence de nombreux résistants. Puis il est inhumé, dans la plus stricte intimité, au cimetière d'Éguilles dans le caveau familial.

## Décorations
- Croix de guerre 1939-1945 avec  étoile d'argent
- Croix du combattant volontaire de la Résistance
- Croix du combattant
- Médaille d'honneur de la Jeunesse et des Sports
- Médaille de la ville d'Aix en Provence
- Médaille départementale de la ville de Toulon
- Chevalier de la Légion d'honneur